# Søften Sogn
Søften Sogn er et sogn i Favrskov Provsti (Århus Stift).
I 1800-tallet var Foldby Sogn anneks til Søften Sogn. Søften Sogn hørte til Vester Lisbjerg Herred, Foldby Sogn til Sabro Herred, begge i Aarhus Amt. Søften-Foldby sognekommune blev ved kommunalreformen i 1970 indlemmet i Hinnerup Kommune, der ved strukturreformen i 2007 indgik i Favrskov Kommune.
I Søften Sogn ligger Søften Kirke.
I sognet findes følgende autoriserede stednavne:
- Ditlevgårde (bebyggelse)
- Havshøj (areal)
- Himmeriggårde (bebyggelse)
- Mølballe (bebyggelse)
- Rønbæk (bebyggelse, vandareal)
- Søften (bebyggelse, ejerlav)
- Søften Præstemark (bebyggelse)